# Коселл, Говард
Говард Уильям Коселл (англ. Howard William Cosell, фамилия при рождении Коэн, Cohen; 25 марта 1918, Уинстон-Сейлем, Северная Каролина — 23 апреля 1995, Нью-Йорк) — американский спортивный теле- и радиоведущий, юрист по образованию. Коселл, отличавшийся необычной манерой ведения репортажей и резкими высказываниями на острые темы, был одним из самых известных и противоречивых спортивных комментаторов в американских СМИ. В конце жизни и посмертно удостоен ряда профессиональных наград, включая «Спортивную Эмми», Премию Артура Эша за смелость и членство в Зале славы американских спортивных комментаторов (1993), Зале славы телевидения (1993), Международном еврейском спортивном зале славы (1993) и Международном зале боксёрской славы (2010).

## Биография
Говард Уильям Коэн родился в 1918 году в Уинстон-Сейлеме (Северная Каролина) в семье еврейских иммигрантов из Польши Изадора и Нелли Коэн. Его отец был бухгалтером в сети магазинов готового платья, его дед — раввином. Вскоре после рождения Говарда Коэны перебрались в Бруклин. В государственной средней школе им. Александра Гамильтона Говард редактировал спортивный раздел ученической газеты и выступал за школьную баскетбольную сборную.
По окончании школы Говард Коэн поступил в Нью-Йоркский университет. Его семья мечтала для него об адвокатской карьере, и по окончании первой степени по английской литературе он продолжил обучение в школе прав Нью-Йоркского университета. В 1941 году, в возрасте 23 лет, он получил адвокатскую лицензию. В годы учёбы в университете Говард сменил фамилию на Коселл — по его собственным словам, потому, что она звучала ближе к оригинальному польскому произношению фамилии отца.
В годы Второй мировой войны Коселл дослужился до звания майора в Транспортном корпусе армии США. Ещё находясь на военной службе, в 1944 году, он женился на Мэри Эдит (Эмми) Абрамс, которая оставалась его женой до самой смерти в 1990 году. По окончании службы он открыл адвокатскую контору в Манхэттене, где среди его клиентов была детская бейсбольная лига Нью-Йорка. В процессе работы с ней у Коселла родилась идея радиопередачи, в которой игроки детской лиги будут интервьюировать бейсболистов из ведущих профессиональных лиг. Эта идея понравилась руководству вещательной компании ABC, и когда в 1953 году планы по выпуску передачи готовились к воплощению в жизнь, Коселла пригласили её вести. Он составлял вопросы для юных участников, и передача, выходившая в эфир дважды в неделю, обрела популярность.
Коселл три года сотрудничал с ABC бесплатно, на добровольных началах, пока в 1956 году не оставил адвокатскую практику и не переквалифицировался полностью в радиоведущие. Руководители спортивного отдела ABC Леонард Голденсон и Рун Арледж были первыми, кто разглядел талант ведущего за бесцеремонностью, презрением к авторитетам и тяжёлым бруклинским акцентом Коселла, и он стал неотъемлемой частью спортивной редакции на следующие три десятилетия. Его популярность как радио- и телеведущего начала формироваться в начале 1960-х годов, когда он вёл репортажи с Олимпийских игр, и со временем он создал себе репутацию непримиримого правдолюбца.
Во второй половине 1960-х годов Коселл проявил себя как борец с расизмом. В 1967 году, когда Мухаммеда Али лишили звания чемпиона мира по боксу из-за его отказа служить в армии, Коселл решительно выступил в его защиту, указывая, что санкции нарушают Пятую и Четырнадцатую поправки к Конституции США. Он подчёркивал, что в то время, как все закрывали глаза на уклонение от военной службы со стороны игроков профессиональных футбольных лиг, Али пострадал, потому что был «чёрным и хвастливым». Эта позиция комментатора вызвала вал гневных писем и телефонных звонков в адрес редакции ABC с требованиями уволить «негролюбивого еврейского ублюдка»; сам Коселл получил несколько писем с угрозами. Однако в 1968 году, в ходе Олимпиады в Мехико, он снова вызвал скандал своим сочувственным интервью с Томми Смитом после его демонстрации против расизма на церемонии награждения. Коселл был также известен как убеждённый критик системы резервирования, действовавшей в бейсболе и препятствовавшей переходам игроков из одной команды в другую Ещё одно явление, которое он подвергал жёсткой критике — «атлетократия» (англ. jockocracy) в области спортивной журналистики, заключавшаяся в том, что практически все спортивные телекомментаторы набирались из бывших спортсменов. В 1977 году в феминистском журнале Ms. появилась его статья в поддержку поправки о равных правах женщин к Конституции США, которая в итоге так и не была принята.
Имя Коселла надолго оказалось связано с именем Мухаммеда Али. После 1967 года он вёл репортажи со всех матчей с участием Али и часто брал у того интервью в студии. Он также вёл репортаж с боя Джорджа Формана с Джо Фрейзером в Кингстоне (Ямайка) в 1973 году, предсказав победу Формана ещё до матча. После того, как Форман действительно выиграл бой, он в прямом эфире посвятил свою победу Говарду Коселлу. В 1980 году именно Коселл прямо в ходе трансляции футбольного матча оповестил зрителей об убийстве Джона Леннона. В то же время в 1972 году, когда террористы захватили в заложники израильских спортсменов на мюнхенской Олимпиаде, спортивная редакция ABC не позволила Коселлу произнести в эфире ни слова, доверив вести репортаж Джиму Маккею. После этого эпизода Коселл стал публично выражать свою поддержку Израилю, в частности проспонсировав строительство спортивного комплекса в Еврейском университете в Иерусалиме.
Двумя наиболее известными передачами на ABC с участием Коселла были «Футбол в понедельник вечером» (англ. Monday Night Football, часто называемая просто MNF) и «Спортивный ритм» (англ. Sportsbeat). В MNF Коселл был одним из трёх постоянных ведущих (вместе с двумя знаменитыми игроками прошлого — Доном Мередитом и Фрэнком Гиффордом) с самого первого выпуска в 1970 году и практически до конца своей работы на телеканале ABC в середине 1980-х годов. Передача была настолько успешной, что позволила ABC настичь соперничавшие кабельные компании по размеру аудитории спортивных программ. С 1977 года Коселл также был одним из комментаторов аналогичной программы о бейсболе. Программа Sportsbeat, основным ведущим которой он был и которая впервые вышла в эфир в 1983 году, за четыре года завоевала три премии «Эмми». Руководство ABC на определённом этапе также доверило Коселлу роль ведущего субботнего эстрадного шоу, но этот эксперимент окончился провалом.
Несмотря на известность и хороший заработок, который приносила работа спортивного комментатора, Коселл никогда не воспринимал мир профессионального спорта и своих коллег-обозревателей полностью серьёзно, называя эту сферу «игрушечным отделом жизни». В 1982 году, окончив репортаж с 15-раундового боя между Ларри Холмсом и Тексом Коббом, проходившего при совершенно явном преимуществе первого, он заявил, что никогда в жизни больше не будет вести трансляции с профессиональных боксёрских поединков: «Я устал от лицемерия и подлости мира бокса». В ответ Кобб заявил, что готов выдержать ещё 15 раундов против Холмса, если Коселл прекратит вести ещё и футбольные репортажи. В 1983 году Коселл покинул место ведущего MNF, заявив, что профессиональный футбол впал в застой и стал нудным. В 1985 году в свет вышла его книга «Я никогда не играл в эту игру», где он в достаточно резких тонах отзывался о своих коллегах и руководстве из ABC; эта публикация стала причиной охлаждения отношений между компанией и Коселлом, и вскоре он был с почётом выведен на пенсию как телеведущий, а передача Sportsbeat закрыта несмотря на популярность и завоёванные награды. На радио, однако, Коселл продолжал вести программы вплоть до 1992 года.
К этому времени Коселл страдал от тяжёлых проблем со здоровьем, начиная с застарелого алкоголизма и включая проблемы с сердцем, почками и болезнь Паркинсона. В 1990 году умерла его жена Эмми, а на следующий год у него был диагностирован рак. В июне того же года он прошёл операцию по удалению злокачественной опухоли в груди. В следующие несколько лет Коселл перенёс серию инсультов и умер в апреле 1995 года в медицинском центре Нью-Йоркского университета от эмболии сердца, оставив после себя двух дочерей и пять внуков.

## Оценка деятельности
Как при жизни Говарда Коселла, так и в его биографии, изданной более чем через десять лет после его смерти, отмечаются его экспрессивная манера ведения репортажей, полное отсутствие преклонения перед авторитетами, радикализм мнений и готовность задавать острые, часто казавшиеся грубыми, вопросы — всё это неоднократно становилось материалом для пародий. Он мог в прямом эфире заявить Мухаммеду Али, что у того нет шансов против Джорджа Формана в их предстоящем бою в Заире, или сказать стареющей легенде американского футбола Джонни Юнайтасу «народ желает знать, способен ли ты ещё отдать длинный пас», а в другом случае заметить: «Нет никакой проблемы в том, чтобы задавать им вопросы того же рода, что задают Дину Раску» (в то время госсекретарь США). Скандал вызвал эпизод незадолго до конца его карьеры на телевидении, когда он назвал игрока «Вашингтон Редскинз» Алвина Гарретта «обезьянкой»; эта фраза повлекла за собой обвинения в расизме, которые Коселл, неоднократно выступавший как защитник прав чернокожих, с негодованием отвергал. Многие обороты и интонации из его наследия стали крылатыми. В частности, произнесённая им в бейсбольном репортаже 1977 года фраза «Леди и джентльмены, Бронкс горит» через 28 лет стала заглавием книги Джонатана Малера, посвящённой событиям этого года, а ещё через два года — названием многосерийного телефильма. В то же время резкость суждений и вызывающая манера разговора вызывали у многих зрителей возмущение и даже ненависть к Коселлу, его жизни угрожали, он подвергался нападениям болельщиков. Значительная часть его критики была откровенно антисемитской. Его отношения с коллегами-комментаторами были напряжёнными: Коселл не скрывал презрения к большинству из них, и они отвечали ему взаимностью. Особенно острой была вражда с колумнистом New York Daily News Диком Янгом. Хотя с опытом к нему пришло более глубокое понимание нюансов отдельных видов спорта, более подкованные коллеги часто упрекали его в невежестве.
Формальное признание заслуг и достижений Коселла пришло к нему в самом конце жизни или даже после его смерти. В 1993 году его имя было включено одновременно в списки Зала славы американских спортивных комментаторов (1993), Национального зала славы спортивных комментаторов и спортивных журналистов и Зала славы телевидения (1993). В том же году Коселл стал членом Международного еврейского спортивного зала славы (включение в аналогичный список Национального еврейского спортивного зала славы США последовало в 2007 году). В феврале 1995 года, незадолго до смерти, он был удостоен Премии Артура Эша за смелость, присуждаемой спортивным каналом ESPN; Коселл уже не мог присутствовать на церемонии, и за него награду получал его друг Билл Косби. В том же году Коселл, уже посмертно, стал лауреатом «Спортивной Эмми» за достижения карьеры. В 2010 году его имя было включено в списки Международного зала боксёрской славы (2010).